# ISO 3103
ISO 3103 is een standaard die gepubliceerd is door de Internationale Organisatie voor Standaardisatie (afgekort tot ISO). Het specificeert een gestandaardiseerde methode om thee te zetten, mogelijk voorafgegaan door een bemonstering volgens ISO 1839. De standaard is oorspronkelijk in 1980 gepubliceerd door het British Standards Institution als BS 6008:1980. Hij is geschreven door Technisch Comité 34 (voedselproducten), subcomité 8 (thee).
De samenvatting luidt:
De methode bestaat uit het extraheren van oplosbare stoffen in gedroogde theebladeren, in een porseleinen of aardewerken pot door middel van vers kokend water, het schenken van deze vloeistof in een witte porseleinen of aardewerken pot, het onderzoeken van de organoleptische eigenschappen van het geïnfundeerde blad, en van de vloeistof met of zonder melk of suiker of beide.
Deze standaard is niet bedoeld om de enige goede manier van theezetten te beschrijven, maar vooral voor het hoe thee te zetten "voor gebruik in zintuigtesten". Een voorbeeld van zo'n test is een smaaktest om vast te stellen welk mengsel thee gekozen moet worden voor een bepaald merk om een consistent smakend brouwsel te houden van oogst tot oogst.
De standaard beveelt aan kokend water aan de theebladeren toe te voegen, en de thee 6 minuten te laten trekken.
De standaard leverde het British Standards Institution in 1999 de Ig Nobelprijs voor literatuur op.

## Details

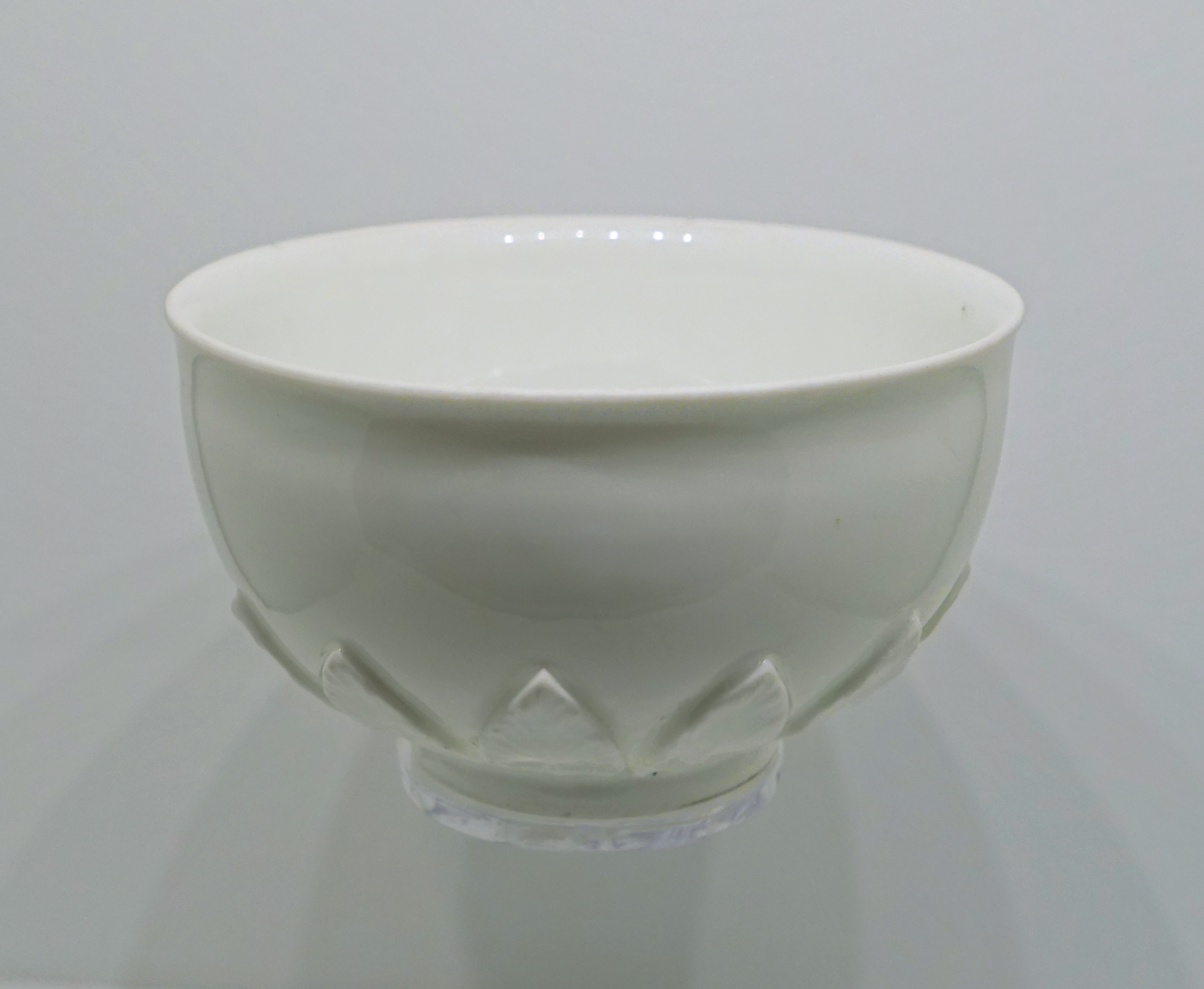
Een kom in wit porselein.

Volgende suggesties worden door de standaard gegeven teneinde consistente resultaten te bekomen:
- De pot moet gemaakt zijn uit wit porselein of glazuur, met een gedeeltelijk gekartelde boord. Er moet een deksel zijn dat losjes op de pot past.
  - Bij een grote pot mag de inhoud maximaal 310 ml (±8 ml) bedragen en moet de pot 200 g (±10 g) wegen.
  - Bij een kleine pot is de inhoud 150 ml (±4 ml) en weegt de pot 118 g (± 10 g).
- Per 100 ml kokend water moet er 2 gram (met een nauwkeurigheid van ±2%) thee in de pot gedaan worden.
- Vers kokend water wordt in de pot gedaan tot 4-6 mm van de rand. Het water mag 20 seconden afkoelen.
  - Het water moet gelijkaardig zijn aan het drinkwater van de locatie waar de thee geconsumeerd zal worden.
- De thee moet 6 minuten trekken.
- De thee wordt vervolgens in een kom van wit porselein of glazuur gegoten.
  - Een grote kom heeft een inhoud van 380 ml en weegt 200 g (±20 g).
  - Een kleine kom heeft een inhoud van 200 ml en weegt 105 g (±20 g).
- Als de proef melk omvat, wordt de melk geschonken voor het schenken van de thee, tenzij dat normaal anders verloopt.
  - Als melk wordt toegevoegd na het schenken van de thee, gebeurt dit best als de thee een temperatuur heeft van 65-80 °C.
  - Voor een grote kom gebruikt men 5 ml melk, voor een kleine 2,5 ml.

## Kritiek
De standaard is onder vuur gekomen omdat er niets vermeld wordt over het voorverwarmen van de theepot. Ierland stemde tegen de standaard op basis van technische gronden.

## Concurrerende standaard
In 2003 publiceerde de Royal Society of Chemistry een persbericht getiteld How to make a Perfect Cup of Tea.